# Pic de Subenuix
El Pic de Subenuix és una muntanya que es troba en límit comarcal entre els termes municipals de la Torre de Cabdella (Pallars Jussà) i d'Espot (Pallars Sobirà), en el límit del Parc Nacional d'Aigüestortes i Estany de Sant Maurici i la seva zona perifèrica.
Aquest cim esta inclòs al llistat dels 100 cims de la FEEC, i és el punt culminants de la vall de Subenuix.
El Pic de Subenuix es troba en el punt on conflueixen tres valls: la vall de Subenuix al nord-est, la coma dels Pescadors al nord-oest i la conca de l'estany Tort al sud.

## Descripció
«El nom pot referir-se a l'important pontarró pel qual el camí ral del Portarró travessa el riu de Subenuix (del basc zubi, pont i -uix, referint-se a les diverses parts i zones d'aquesta vall)».

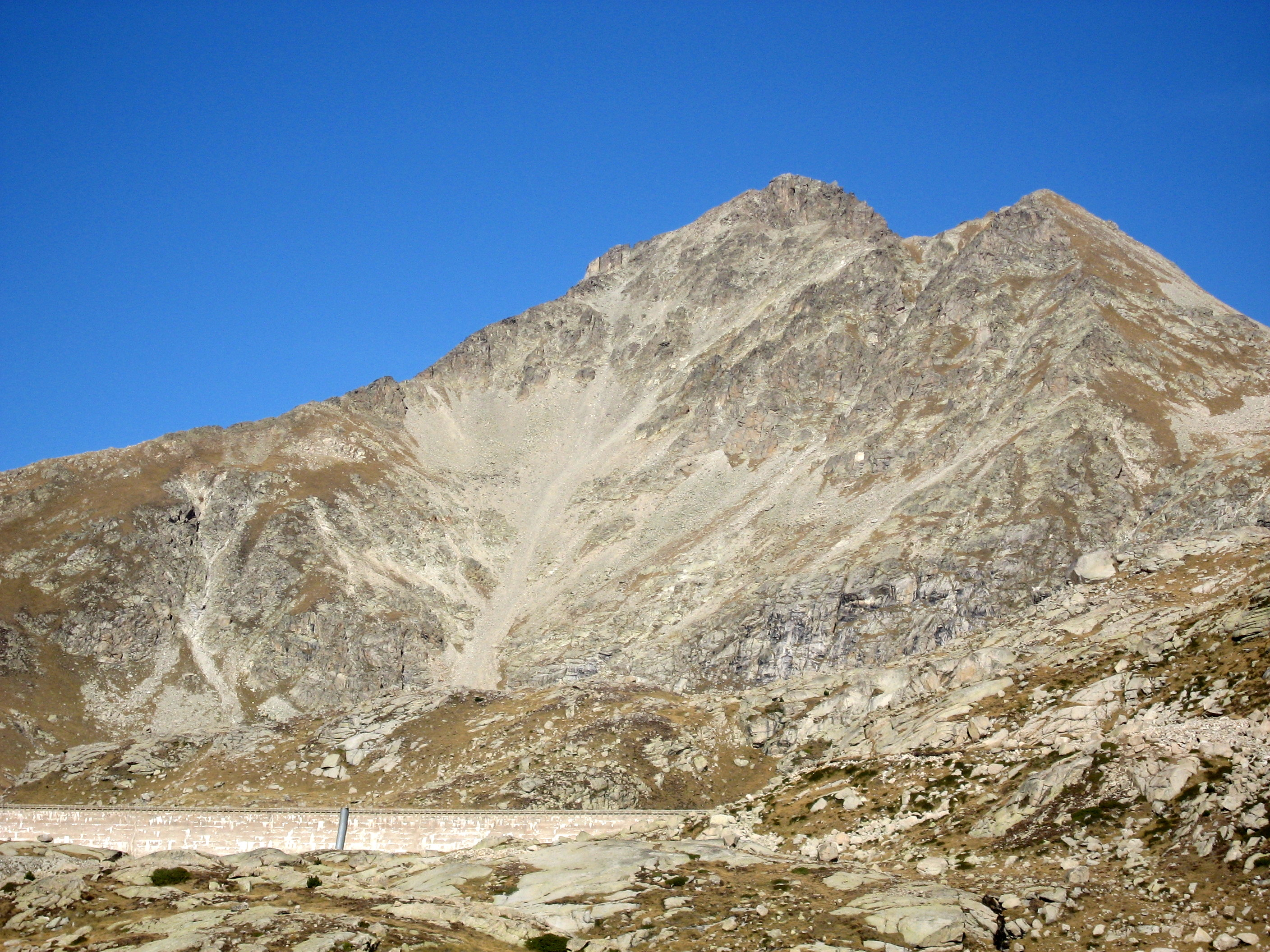
El pic Subenuix des de la Vall Fosca

El pic, de 2.950,2 metres, s'alça en el punt d'intersecció de les carenes que delimiten laComa dels Pescadors (NO), la Vall de Subenuix (E) i la zona nord-occidental de la Vall Fosca (S); amb el Coll Sud de Subenuix al sud, la Collada dels Gavatxos a l'oest-sud-oest i el Pic dels Estanyets al sud-sud-oest.

## Rutes[4]
Diverses són les rutes habituals:
- La que des del Refugi Ernest Mallafré ascendeix per la Vall de Subenuix.

Les altres ataquen el cim des de la Collada dels Gavatxos: 
- Per la Vall Fosca, sortint des de la Portella (per damunt del pantà de Sallente), vorejant els estanys Tort, de Mariolo, Eixerola i de Castieso ascendeixen a la collada.
- Les variants que sortint des del Refugi d'Estany Llong, ja sigui per la Coma dels Pescadors o per Coma d'Amitges, pujant als Estanys dels Gavatxos i a la collada.